# 駒形丸事件

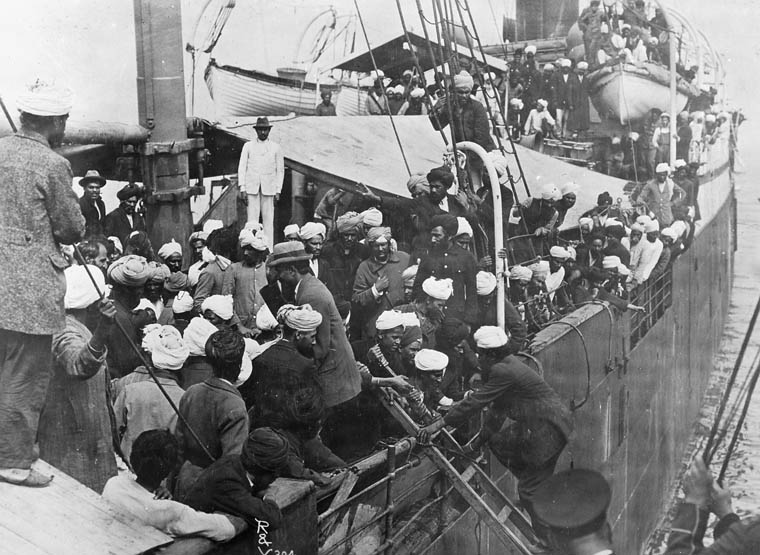
ヴァンクーヴァーに到着した「こまがた丸」上のシーク教徒たち

駒形丸事件（こまがたまるじけん）とは、日本船籍の「こまがた丸」（駒形丸）に当時イギリス帝国統治下のインド臣民360人が乗ってカナダへ移民を企てて、1914年にヴァンクーヴァーに到着したが、24人だけは上陸が許されたが、他は追い返されてインドに戻った事件。北アメリカでのアジア人移民排斥の代表的例として歴史に残った。

## 概要

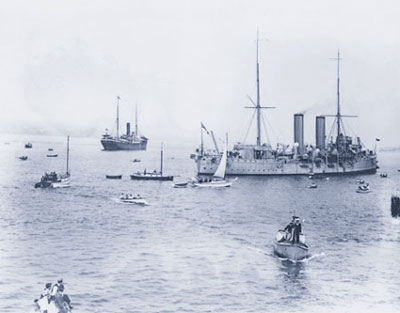
ヴァンクーヴァー沖合の駒形丸（向かって左側後方）

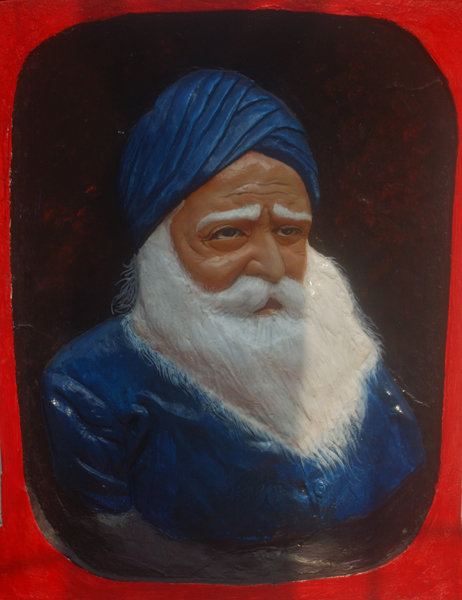
ババ・グルディット・シング

シーク教徒のビジネスマンであるグルディット・シング (Gurdit Singh)が「英帝国の臣民は帝国内を自由に移動できなければならない。」という原則に反する規則に挑戦するために、私財を投じて日本船籍の汽船「こまがた丸」をチャーターしたもので、1914年4月初旬に165名の乗客で香港を出発して、途中上海、横浜によって乗客を増やして航海し、結局インド人の乗客はシーク教徒が340人、イスラム教徒が24人、ヒンドゥー教徒が12人に上った。こまがた丸は同年5月末にヴァンクーヴァーに到着したが、ごく少数を除いては上陸が認められず、いくつかの悶着の末に、大多数を載せた船は7月末にアジアへ向けて出発して、9月末に西ベンガル州カルカッタへ到着して、バッジ・バッジで投錨している。

## 最近の再評価

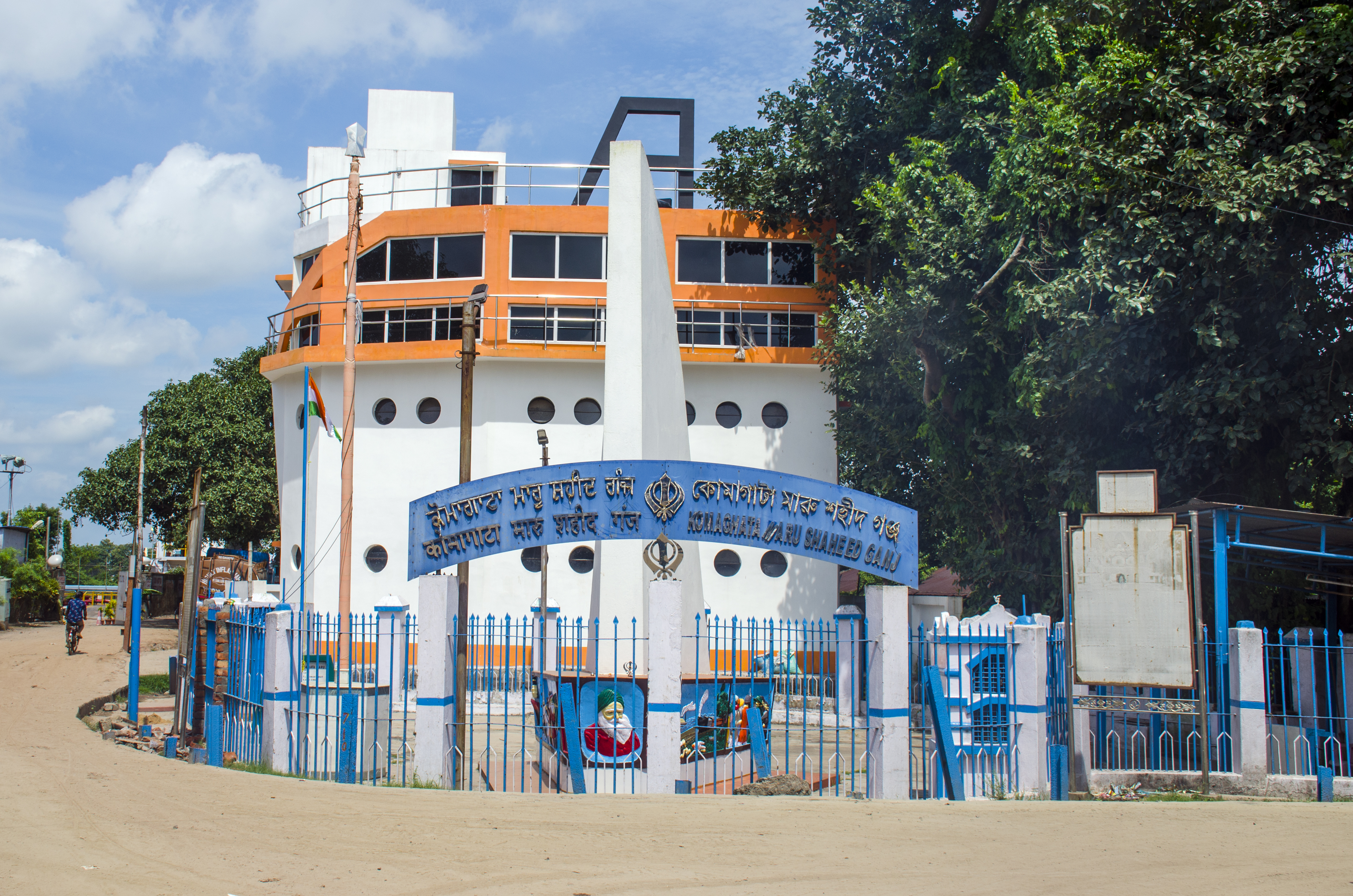
インド西ベンガル州バッジ・バッジにある駒形丸事件記念碑（2012年設立）

最近になって、2012年にヴァンクーヴァー会議場西ウィング（Vancouver Convention Centre's West Wing）前に駒形丸事件の記念碑が開幕した。
2014年にはカナダ郵便公社が駒形丸事件の記念切手を発行している。

2016年5月、カナダ政府はその違法性を認めて、下院議会で謝罪した。

## 参考資料
- 吉田禎男『駒形丸事件』八ツ橋出版部、1936年。全国書誌番号:60005549

### 関連文献
- 秋田茂・細川道久『駒形丸事件　インド太平洋世界とイギリス帝国』ちくま新書、2021年。ISBN 4-480-07359-0
- 栢木清吾『帝国を揺さぶる船「駒形丸事件」にみる移民管理の歴史社会学的考察』 神戸大学〈博士（学術） 甲第5977号〉、2013年。hdl:20.500.14094/D1005977。NAID 500000919173。